# Körnerstraße (Schwerin)

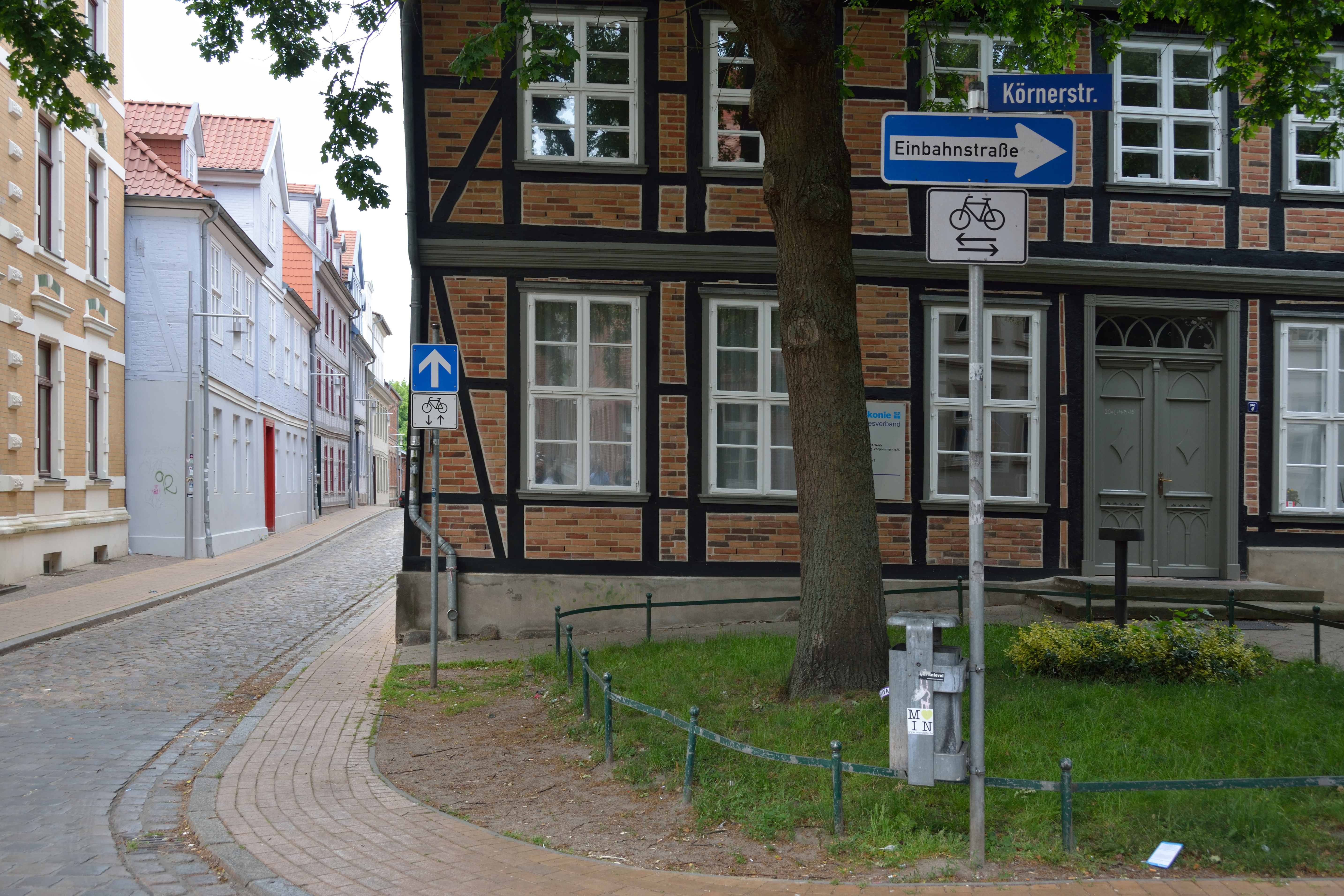
Nr. 7, Stephanusstift

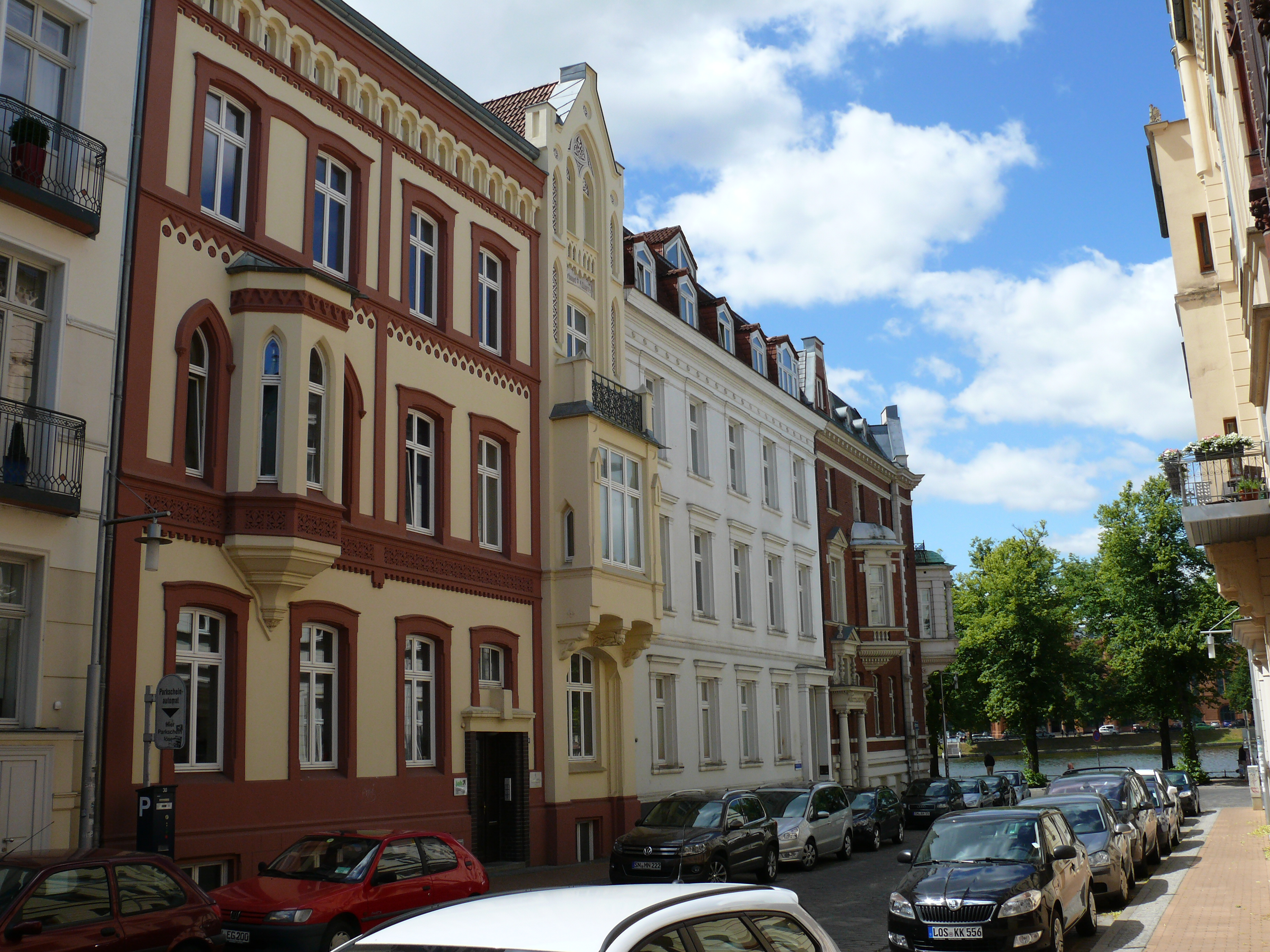
Nr. 20–24

Die historische Körnerstraße befindet sich in Schwerin, Stadtteil Schelfstadt. Die Straße führt in Ost-West-Richtung von der Puschkinstraße zur August-Bebel-Straße.

## Nebenstraßen
Die Nebenstraße und Anschlussstraßen wurden benannt als Puschkinstraße um 1945 nach dem russischen Nationaldichter Alexander Sergejewitsch Puschkin (1799–1837) (zuvor Ritterstraße und Königstraße), Apothekerstraße im 18. Jh. nach den Apothekergärten des altstädtischen Hofapothekers, Pfaffenstraße nach den Pfaffen (= Pastoren), die diesen Weg zum Schweriner Dom nutzten und August-Bebel-Straße nach dem Politiker und Begründer der deutschen Sozialdemokratie (1840–1913) (Zuvor Marie Straße nach der Herzogin Marie zu Mecklenburg (1803–1862)).

## Geschichte

### Name
Die Straße wurde benannt nach dem Dichter, Schriftsteller und Freiheitskämpfer Theodor Körner (1791–1813 gefallen bei Gadebusch). Berühmt wurde er durch seine Dramen für das Wiener Burgtheater und besonders durch seine Lieder in den antinapoleonischen Befreiungskriegen.
Zuvor hieß sie 1. Wasserstraße, da sie direkt zum Pfaffenteich führte.

### Entwicklung

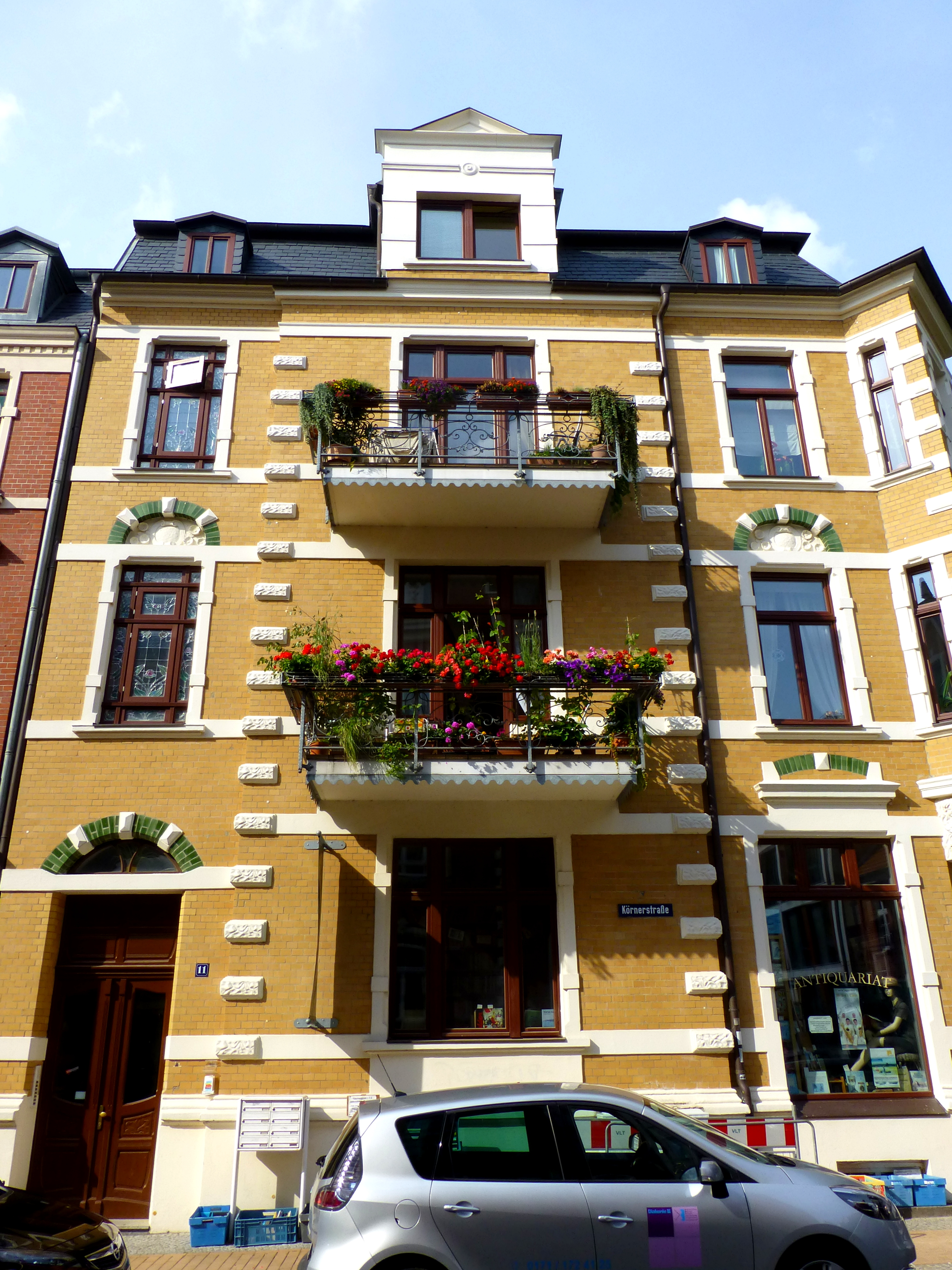
Nr. 11

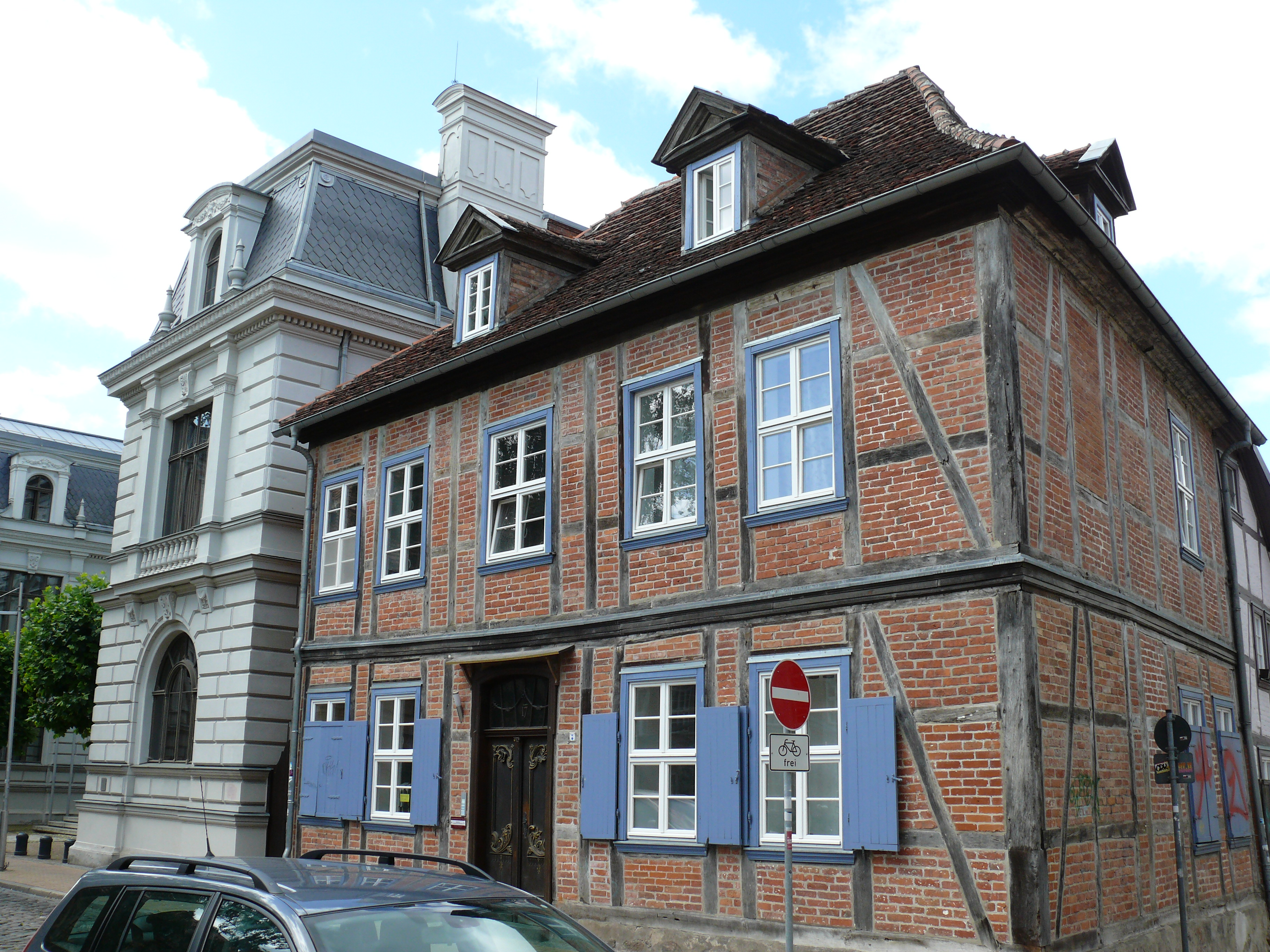
Puschkinstraße Nr. 15 und 17

Die Schelfstadt, ursprünglich die Schelfe, seit 1349 auch Neustadt, entwickelte sich seit dem 11. Jahrhundert als zunächst selbstständiger Ort. 1705 erhielt sie das Stadtrecht. An der ersten Stadtplanung war 1705 maßgeblich der Ingenieur-Capitain Jacob Reutz († 1710) beteiligt und u. a. die begradigte Wegeverbindung Richtung Schelfthor und Altstadt wurde in einer Declaration festgelegt. Ein späteres Baureglement schrieb die Traufständigkeit und die Höhe der Häuser vor.
Im Zweiten Weltkrieg gab es nur wenige Verluste an Gebäuden. Die Bauunterhaltung der Häuser wurde aber in den 1950er bis 1990er Jahren stark vernachlässigt; Teilbereichen drohte der flächenmäßige Abriss. 1988 versuchte eine Bürgerinitiative das Schlimmste zu verhindern. Mit der politischen Wende konnte die Erneuerung des Stadtteils eingeleitet werden.
Im Rahmen der Städtebauförderung wurden 1991 große Teile der Schelfstadt Sanierungsgebiet; es erfolgte die Sanierung der Straße und der Häuser.
Verkehrlich wird die Straße durch die Buslinie 11 der Nahverkehr Schwerin GmbH (NVS) erschlossen.

## Gebäude, Anlagen (Auswahl)

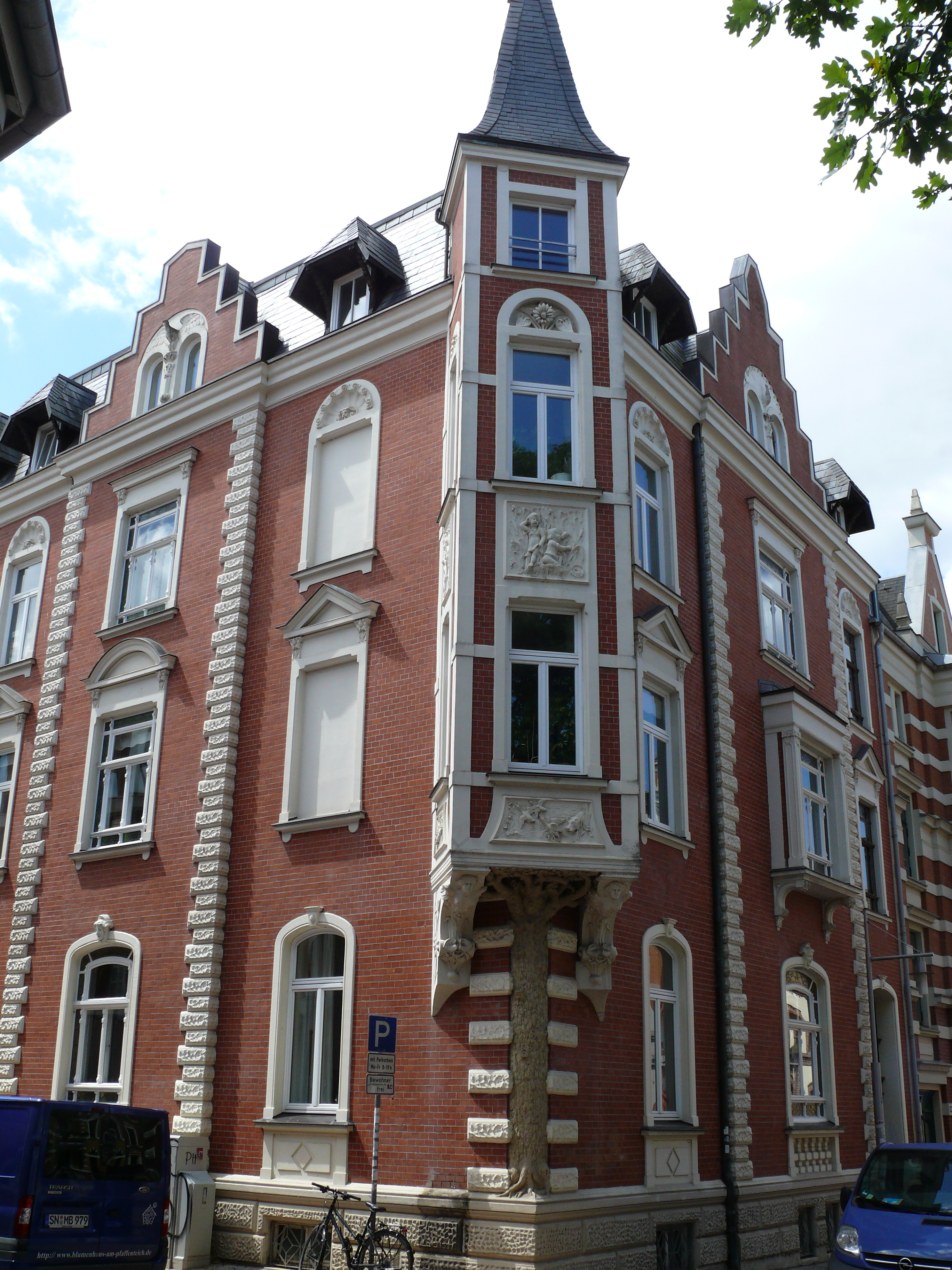
Nr. 12

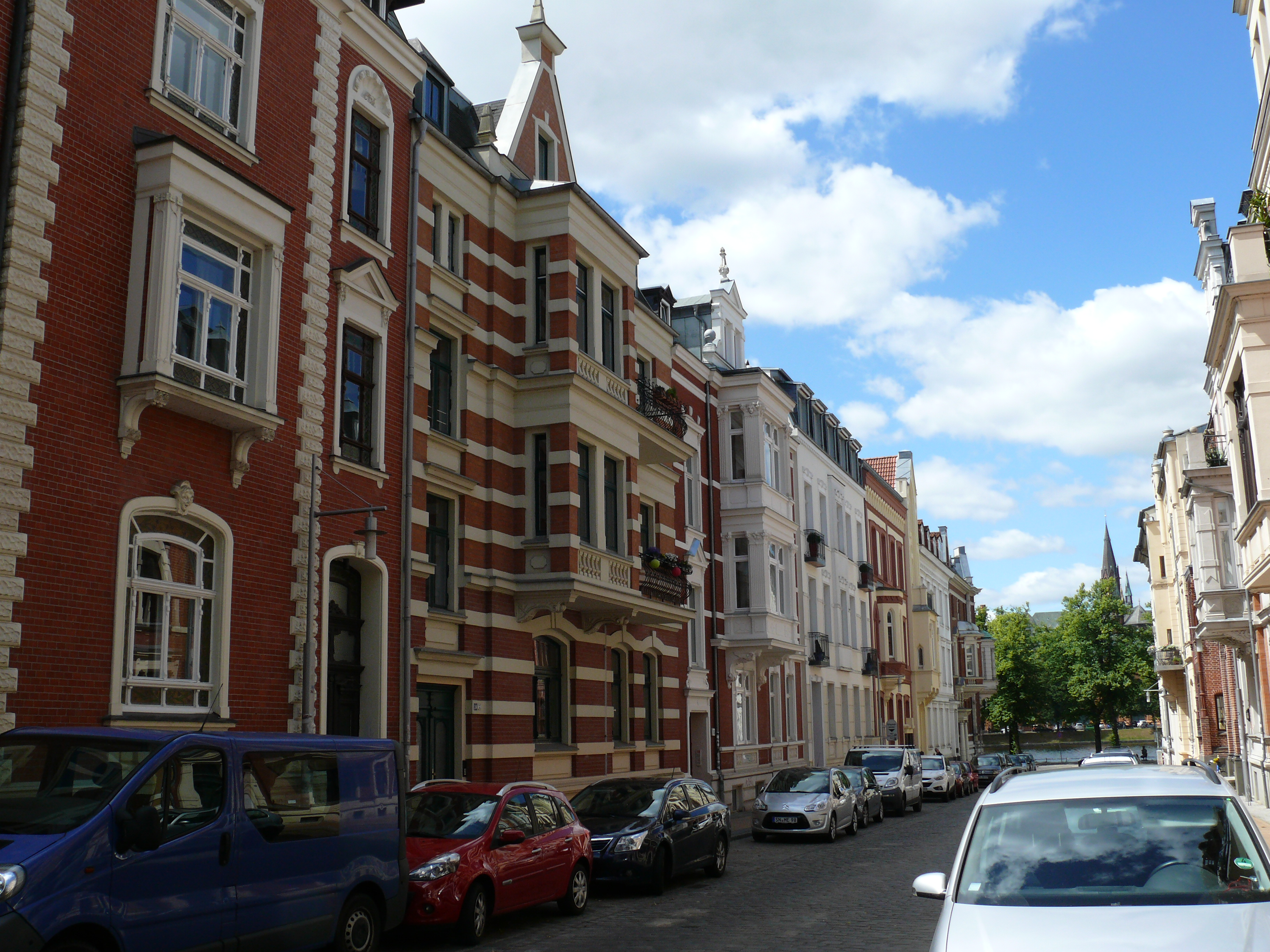
Nr. 12–24

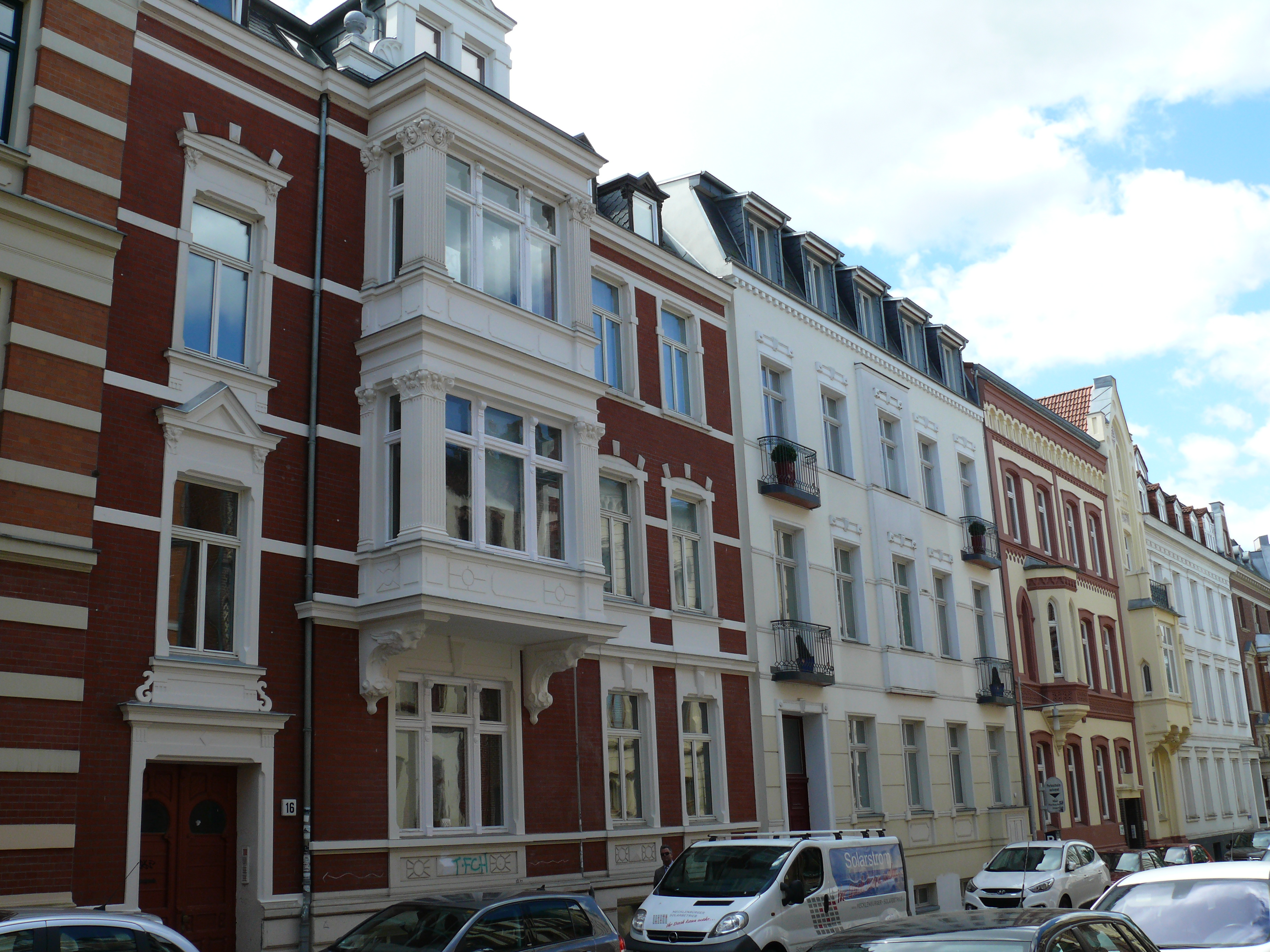
Nr. 16–20

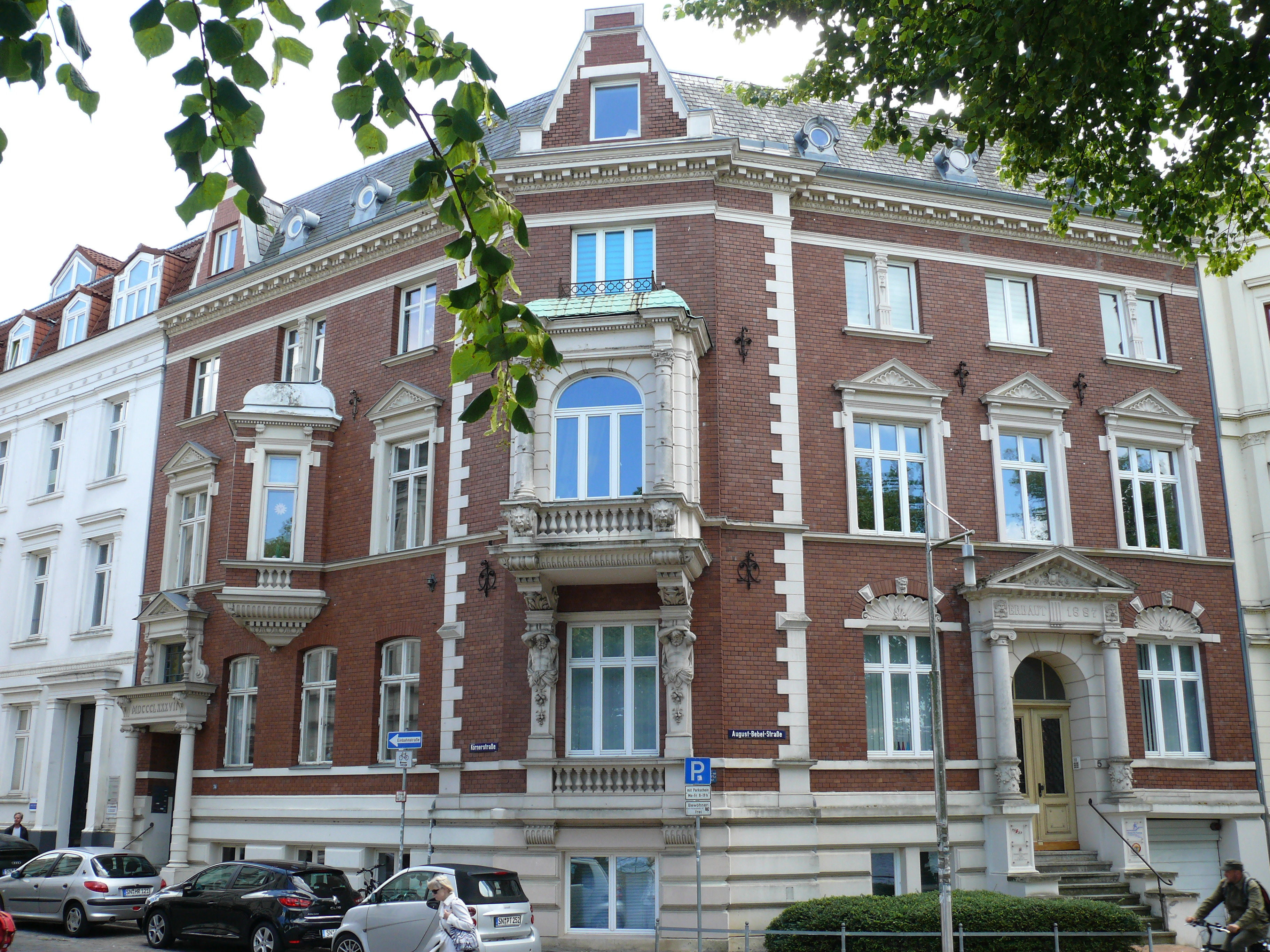
Nr. 24 / August-Bebel-Str. 5

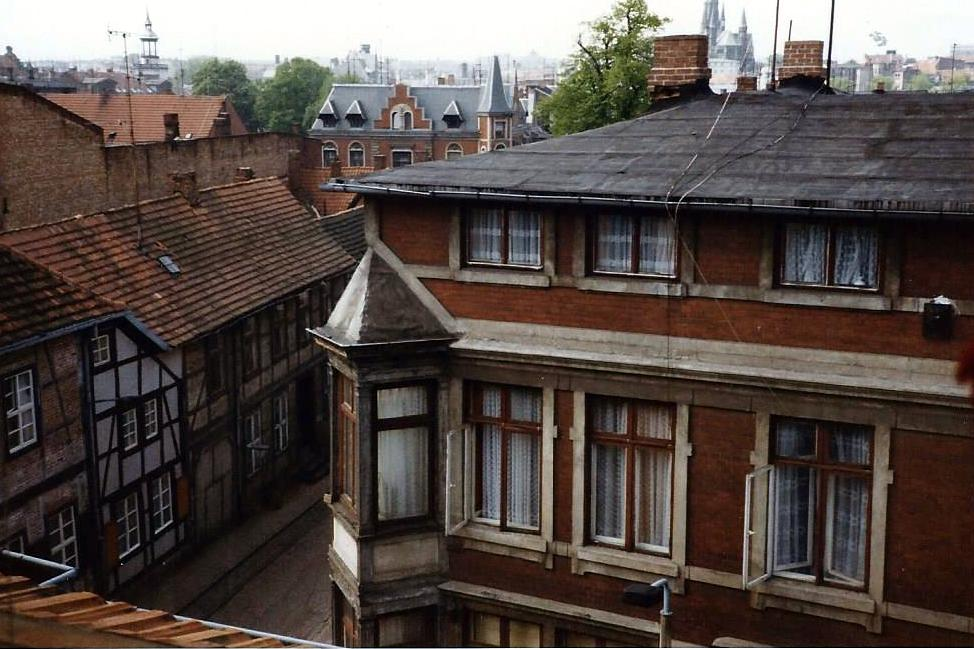
Nr. 1 und 2

An der Straße stehen zumeist zwei- bis dreigeschossige Gebäude. Die mit (D) gekennzeichneten Häuser stehen unter Denkmalschutz.
- Puschkinstraße Nr. 17: 2-gesch. Eckwohnhaus (D) mit verklinkertem Fachwerk
- Nr. 1: 2-gesch. Wohn- und Geschäftshaus (D) an einem kleinen Vorplatz
- Nr. 3: 2-gesch. modernes Wohnhaus mit vertikaler Holzverkleidung und Putzfassade nach Plänen von Hildebrand + Kottke (Stralsund) nach einem prämierten Entwurf in einem Baulückenwettbewerb von 1992; zuvor stand seit um 1760 ein Fachwerkhaus, das in den 1970er Jahren abgerissen wurde.[4][5]
- Nr. 4: 2-gesch. Wohnhaus mit Büros (D)
- Nr. 5: 3-gesch. Wohnhaus (D)
- Nr. 6: 2-gesch. Wohnhaus mit Praxen (D)
- Nr. 7 / Ecke Apothekerstraße: 2-gesch. Stephanusstift von 1710 mit Flügelanbau (D) mit verklinkerter Fachwerkfassade; heute Evangelisches Pfarramt, 1992 saniert nach Plänen von Heidrun von Gusnar (Kühlungsborn)
- Nr. 11: 3-gesch. historisierendes Wohn- und Geschäftshaus als Eckhaus im Stil der Gründerzeit mit Eckausbildung als Erker
- Nr. 12: 3-gesch. verputztes Wohnhaus (D) im Stil der Gründerzeit als Eckhaus mit prägender Eckausbildung als quadratisches Erkertürmchen sowie Risalite mit Treppengiebel
- Nr. 13: 3-gesch. historisierendes verklinkertes Wohnhaus mit Büros sowie mit Erker
- Nr. 14: 3-gesch. Wohnhaus (D) mit weiß-rot gestreifter Fassade und mittigem Giebelrisalit
- Nr. 15: 3-gesch. historisierendes verklinkertes Wohnhaus mit Praxen sowie mit Erker; 2016 saniert
- Nr. 16: 3-gesch. rotes Wohnhaus mit Büros (D), mit Erker und Dachhaus
- Nr. 17: 3-gesch. verputztes neogotisches Wohnhaus von 1870 (D) mit reichem Fassadenschmuck u. a. mit Terrakotten und Fensterrahmungen für den Baurat Theodor Krüger nach eigenen Plänen. Das Haus wurde 1999 saniert und wird durch die Regionale Arbeitsstelle für Jugendliche genutzt. Krüger war auch der Architekt der Paulskirche[6]
- Nr. 19: 3-gesch. Gebäude, einst Diakonissenhaus, Stiftung für kirchliche Angelegenheiten und Heimathaus – wird seit vielen Jahren als Wohnhaus genutzt.[7]
- Nr. 20: 3-gesch. verputztes Wohnhaus mit Büros (D) sowie mit seitlichem 4-gesch. Giebelrisalit und betonten Fenstereinfassungen
- Nr. 21 / Ecke August-Bebel-Straße: 3-gesch. historisierendes Gebäude von 1876 mit Wohnungen, Büros und einer Gaststätte sowie mit Mezzaningeschoss und einem reichen Fassadenschmuck. Das Haus war Teil der Schaufassaden der Häuser am Ostufer des Pfaffenteichs. 1946 wurden die Fassadenelemente und der Quaderputz entfernt und bei der Sanierung nach 1998 wieder rekonstruiert.[8]
- Nr. 24 / Ecke August-Bebel-Straße Nr. 5: 3-gesch. verklinkertes historisierendes Doppelwohnhaus mit Praxis und Büros (D) sowie mit hohem Sockel, 4-gesch. Eckgiebel und zwei neoklassizistischen Eingangsportalen